# Новомосковськ (Росія)
Новомоско́вськ (рос. Новомосковск) — місто в Росії, міський округ Тульської області.

## Історія
Новомосковськ виник як селище Бобрики, в 1930 отримав статус міста, з 1934 по 1961 називався Сталіногорськ, а в 1961 отримав сучасну назву. Новомосковськ зобов'язаний своєю появою глобальному будівництву хімічного гіганта НВО «Азот» (зараз НАК «Азот»), а так само розробці підмосковного вугільного басейну. Ледве пізніше, тоді ще Сталіногорськ, став столицею територіального регіону Мосбас у складі Московської області.
У 1930—1935 роках чисельність поселень в тутешніх місцях збільшилася в десятки разів — люди з'їжджалися зі всієї країни на перспективну і гідну роботу по будівництву молодого міста. Власне, місто отримало свою сучасну назву саме завдяки грандіозним обсягам будівництва, сумірним на ті часи лише з московськими.
Розвиток в другій половині XX століття пов'язаний в першу чергу з відкриттям нових виробництв (перш за все хімічних), спорудою нових мікрорайонів: Залісного, Урванського, Західного.
У 2007 році Новомосковськ виграв конкурс «Золотий рубель», як економічно найрозвиненіший серед великих міст.
29 червня 2008 року в Новомосковську і районі пройшов референдум по зміні статусу на міський округ. У голосуванні проміняло участь понад 60 % жителів міста і навколишніх поселень, понад 90 % проголосували за об'єднання району у складі міста. На початку липня Тульська обласна Дума провела ряд засідань, присвячених статусу Новомосковська, і постановила, що віднині муніципальне утворення є не районом, а міським округом, а населені пункти Рига-Васильевка, Сокольники, Спаське і Гремяче стають мікрорайонами об'єднаного Новомосковська.
До жовтня 2008 року, коли пройде голосування у виборні органи влади міського округу, повноваження законодавчої і старанної влади залишаються в Зборів і адміністрації району. Населення Новомосковська після злиття з районом і утворення міського округу становить 145 тисяч чоловік — виходячи з сумарній чисельності населення Новомосковська і району на 2007 рік.

## Період Німецько-радянської війни
Місто сильно постраждало в час Німецько-радянської війни, хоча було окуповано лише 17 днів (з 25 листопада по 12 грудня 1941). Увесь Мосбас, включаючи його столицю, після Німецько-радянської війни відійшов до Тульської області.

## Економіка
У Новомосковському районі розвинена хімічна, енергетична і харчова промисловість, будівельна індустрія, сільське господарство, залізничний і автомобільний транспорт.
Обсяг відвантажених товарів власного виробництва по вигляду оброблювальні виробництва (2007 р) — 37,39 млрд крб.
Район займає одне з провідних місць в країні з виробництва мінеральних добрив і ряду інших видів хімічної продукції (79 % відвантажених товарів). У місті й районі працюють понад 100 промислових підприємств і будівельних організацій. Найбільшими в промисловості міста і району є АК «Азот», ООО "Проктер енд Гембл-Новомосковськ ", ВАТ «Оргсинтез», ВАТ «Полімерконтейнер», ВАТ «Гипс-Кнауф», ГРЕС АТ «Туленерго», ЗАТ «Новомосковський завод керамічних матеріалів — Центргаз», вогнетривкий завод Новомосковський та інші.
У сільськогосподарському виробництві району розвинене рослинництво і тваринництво. Особливостями у розвитку тваринництва є розведення худоби і птиці на промисловій основі.

## Соціальна сфера
У місті 45 загальноосвітніх шкіл, 3 школа-інтернати, допоміжна школа, 76 дитячих дошкільних установи. У Новомосковське працюють інститут Російського хімічно-технологічного університету, філії Університету Російської академії освіти і Московського інституту підвищення кваліфікації, десять середньо-спеціальних навчальних закладів, медичне і музичне училища, дитяча школа мистецтв, художня і музична школи, дитяча залізниця.
У Новомосковське є свій драматичний театр, працюють художній салон і виставковий зал, 28 палаців і будинків культури, 8 клубів. Видається 16 газет, працює муніципальна телерадіокомпанія і кабельне телебачення. Новомосковськ — одне з найупорядкованіших російських міст: за підсумками Всеросійського конкурсу з благоустрою місто двічі підряд (1997 і 1998 рік) займало третє місце.

## Транспорт
Міський громадський транспорт Новомосковська представлений міським електропоїздом («міська електричка», «s-bahn», «наземне метро», серед місцевих жителів поширена назва «Новомосковськоє кільце»), автобусом і маршрутним таксі.
Лінія міського електропоїзда Маклец — Новомосковськ-1 — Донською для Бобрика має протяжність 25 кілометрів, лінія Урванка — Московська — 2 кілометри. (Рух по лінії Урванка — Анілінова завдовжки 8 кілометрів закрито.) Всього налічується 13 станцій. Час проїзду по основній лінії близько 55 хвилин.
- — Інформація про міський електропоїзд

## Пам'ятки
- Гремячевськие карстові печери
- Найбільше і глибше в Тульської області Пронськоє водосховище
- Архітектурний комплекс «Витік Дона»
- Дитяча залізниця (одна з двох на Московській залізниці)
- Унікальні бульвари в центрі проїжджих частин вулиць Московська і Комсомольська
- Сквер військової слави з трьома меморіальними комплексами: Великої Вітчизняної війни, Пам'яті полеглих при виконанні службового обов'язку в гарячих крапках, Алея слави подвигу ліквідаторів аварії на ЧАЕС
- Свято-успенський чоловічий монастир Православний Новомосковськ, де зберігаються нетлінні мощі Святої Матрони Московської Блаженна старіца Матрона Московська.

## Вищі навчальні заклади, що видають державні дипломи
- Новомосковський інститут РХТУ ім. Д. І. Менделєєва
- Російський державний відкритий транспортний університет шляхів сполучення
- Університет Російської академії освіти

## Відомі уродженці і жителі Новомосковська
- Ірина Салтикова
- Ярослав Смєляков
- Василь Стародубцев
- Ксенія Семенова
- Ольга Ватліна
- Ільїнський Микола Серафимович (* 1934) — радянський і український кінорежисер та сценарист
- Кістерський Леонід Леонідович (* 1944) — доктор економічних наук, професор, заслужений діяч науки і техніки України[1].

## Міста-побратими
- Кременчук
- Прієвідзе